# Leo Geyr von Schweppenburg
Leo Geyr von Schweppenburg (2. března 1886 v Postupimi – 27. ledna 1974, Icking) byl generál německých tankových vojsk. Po válce pomáhal s budováním Bundeswehru.

## Život

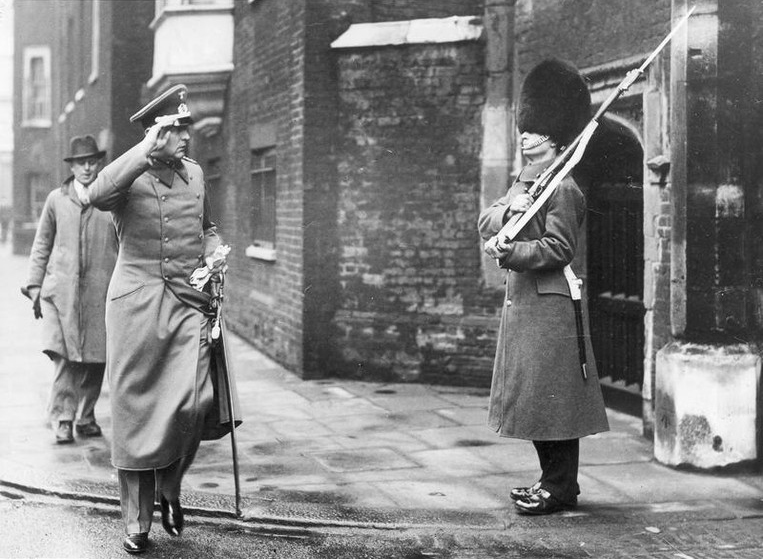
Schweppenburg v Londýně 1935

Narodil se do rodiny, ze které pocházeli dva pruští polní maršálové. Do armády vstoupil v roce 1904. Během první světové války se stal kapitánem. Po nástupu Hitlera k moci v roce 1933 se stal vojenským atašé pro Spojené království, Belgii a Nizozemsko. V roce 1936 dostal důtku, protože varoval před podceňováním Velké Británie. V roce 1937 se stal velitelem 3. tankové divize. V Bavorsku byl zajat Američany a ze zajetí byl propuštěn v roce 1947. Po válce se věnoval výzkumné čínosti pro americkou armádu. Zemřel 27. 1. 1974.

## Druhá světová válka
Od začátku války 1. září 1939 velel 3. tankové divizi. Poté se jeho jednotky staly součástí druhé tankové armády Heinze Guderiana. Geyr byl na východní frontě do října 1943. Od 29. 1. 1944 se stal velitelem tankové skupiny západ. Zde prosazoval aktivní obranu, kdy se měla tanková vojska ukrýt v lesích a vyrazit proti vyloďujícím se jednotkám. Dne 6. června se jeho jednotky zúčastnily bojů o město Caen. Dne 10. června 1944 RAF zaútočilo na jeho velitelství v La Caine. Geyr byl během útoku zraněn. Jeho jednotky dokázaly zabrzdit postup britských jednotek. Geyr podpořil Rundstedtovu žádost o stažení jednotek z Normandie. V důsledku podpoření byl zbaven velení a sloužil jako generální inspektor obrněných jednotek.

## Odborné práce
- Pz Gp. West: Report of the Commander (1947)
- Erinnerungen eines Militarattachés: London 1933–1937 (Stuttgart: Deutsche Verlags-Anstalt, 1949)
- Die Verteidigung des Westens (Frankfurt: Verlag Friedrich Rudl, 1952)
- Die große Frage Gedanken über die Sowjetmacht (Bernard & Graefe, 1952)
- The Critical Years, s předmluvou od Leslie Hore-Belisha (Londýn: Allan Wingate, 1952)

## Rodina
Byl ženatý. Měl jednu dceru a tři vnoučata. 